# Royal Bourbon (chien)
Pour les articles homonymes, voir Royal Bourbon.

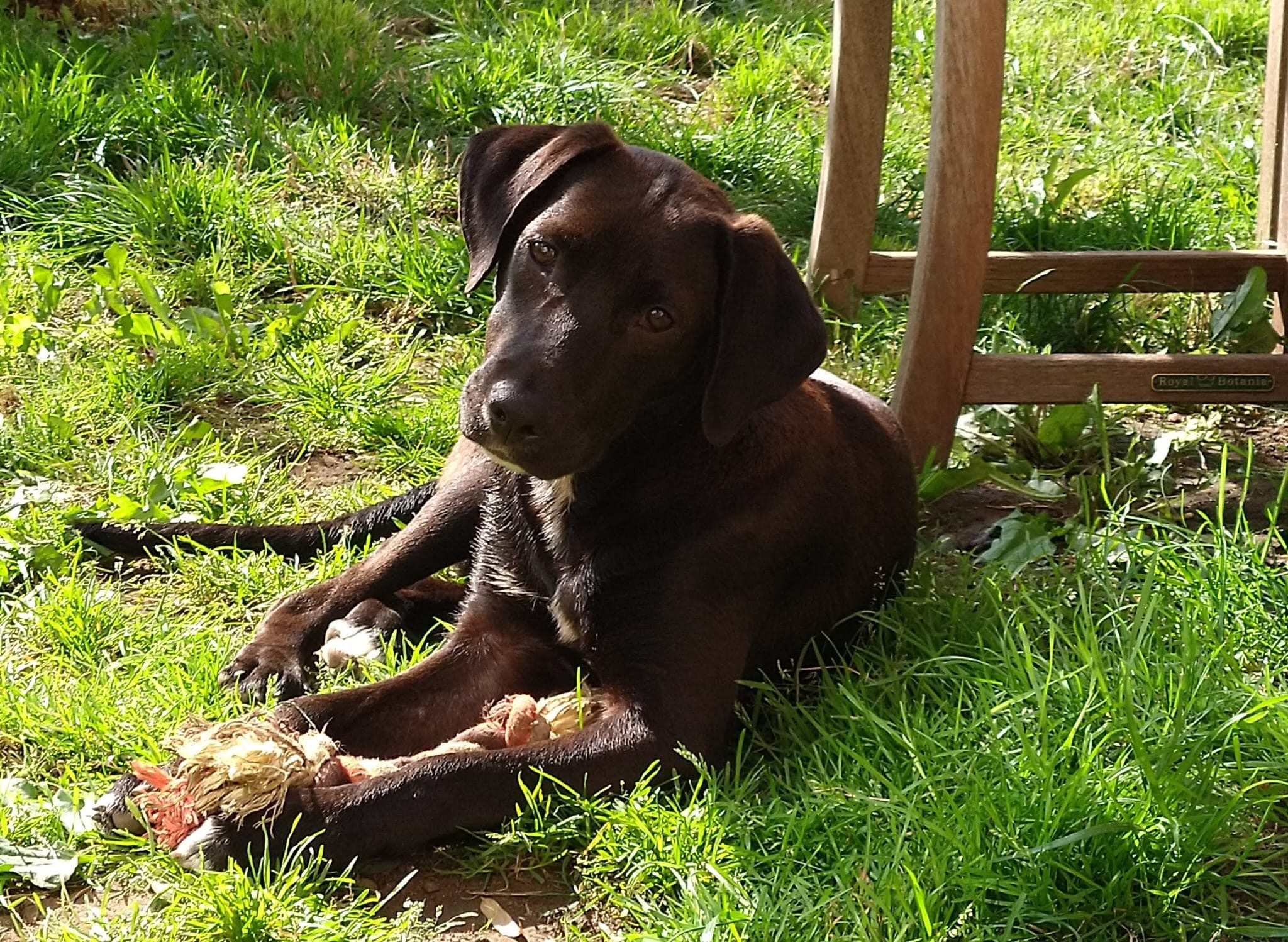
Un royal Bourbon.

Le nom de royal Bourbon s'applique aux chiens originaires de l'île de La Réunion.

## Étymologie
Le royal Bourbon n'est pas un chien de race. Son appellation s'explique par le fait que l'ancien nom de La Réunion était île Bourbon.

## Origine
Le royal Bourbon est probablement arrivé sur l'île en même temps que les premiers habitants. Ses origines sont diverses mais une dominante physiologique semble indiquer une filiation importante avec l'Afrique, notamment avec le Rhodesian Ridgeback (robe fauve, poil ras, port élégant, corps musculeux) ou l'africanis. On évoque aussi une parenté avec les chiens parias de l'Inde ou les chiens errants de l'île Maurice.

## Caractère
En général, le royal Bourbon s'avère être un excellent compagnon : équilibré, obéissant, doux, affectueux, il est également un bon vivant, toujours prêt pour le jeu et l'action sans se montrer agressif.

## Surpopulation
À cause de la surpopulation canine à La Réunion, des milliers de chiens errants sont emmenés chaque année à la fourrière et la plupart de ceux-ci sont euthanasiés. D'autre part, cette surpopulation entraîne l'hostilité de certains habitants de l'île et régulièrement des royal Bourbons sont victimes de maltraitance,.